# Francisco Jiménez Tejada
Francisco Jiménez Tejada, meglio conosciuto come Xisco (Palma di Maiorca, 26 giugno 1986), è un ex calciatore spagnolo, di ruolo attaccante.

## Carriera

### Club
Xisco è cresciuto nella squadra giovanile del Atlético Baleares e nel 2003 è passato nelle giovanili del Deportivo La Coruña, con cui ha debuttato in prima squadra il 26 aprile 2005 contro la Real Sociedad. Ha siglato una doppietta il 15 maggio dello stesso anno, nel pareggio per due a due con il Real Saragozza.
Nel campionato 2007-2008, dopo un prestito annuale al Vecindario nella stagione precedente, Xisco si è dimostrato un valido goleador: ha realizzato una tripletta contro il Real Murcia, nella vittoria del Depor per tre a due, oltre ad una doppietta nella settimana successiva, contro il Racing de Santander.
Il 1º settembre 2008, Xisco ha firmato per il Newcastle United, in cambio di cinque milioni e settecentomila sterline, che sono andate al Deportivo. La cifra può aumentare fino a sette milioni, in base ad alcune condizioni. Ha debuttato il 13 settembre, nella sconfitta casalinga dei Magpies contro l'Hull City per due a uno. Ha segnato una rete proprio al suo debutto. Il 25 luglio 2011 Xisco ha firmato un contratto con il Deportivo La Coruña.

### Nazionale
Xisco ha debuttato nella Spagna under 21 il 6 febbraio 2007, contro l'Inghilterra under 21. Ha segnato la prima rete contro la Georgia under 21, durante le qualificazioni al campionato europeo 2009. Ha poi segnato contro la Russia under 21 e contro la Svizzera under 21.

## Palmarès

### Club
- Segunda División: 2

Deportivo La Coruña: 2011-2012
Osasuna: 2018-2019